# Kvarnbäcken, Bergs kommun
Kvarnbäcken (jämtska Kvarnbekkjen) är en relativt stor bäck som rinner ned i sjön Börtnen (Ljungan) mitt i byn Börtnan i Jämtland. Den har fått sitt namn av att det under 1800-talet i närheten av sjön fanns en kvarn i densamma. Kvarnen ersattes under 1900-talet av en såg, men den är numer riven såsom även kvarnen. Bäcken är så stor så att fisk (öring) kan vandra i densamma.